# Hjalmar von Feilitzen
Carl Axel Hjalmar von Feilitzen, född den 10 oktober 1870 i Horns församling, Östergötlands län, död den 7 mars 1928 i Stockholm, var en svensk lantbrukskemist. Han var son till Carl von Feilitzen, bror till Gottfrid von Feilitzen och far till Olof von Feilitzen.
von Feilitzen blev agronom vid Alnarp 1872, var kemist i Göteborg 1893–1894, studerade botanik, geologi och jordbrukskemi i Göttingen 1894–1897 och blev filosofie doktor där 1897. Åren 1898–1901 var han förste assistent vid Svenska mosskulturföreningen, dess föreståndare 1902–1920 samt sekreterare och redaktör för dess tidskrift 1907–1920. Hjalmar von Feilitzen är begraven på Norra begravningsplatsen utanför Stockholm.